# Клейния олеандролистная
Клейния олеандролистная (лат. Kleinia neriifolia) — вид многолетних суккулентных растений семейства Астровые (Asteraceae), эндемик Канарских островов. 
Вечнозелёный суккулентный кустарник, со временем приобретает вид небольшого дерва. Достигает в высоту от 0,5 до 3 метров. 
Стебли мясистые толщиной до 10 см в диаметре и до 40 см длиной, членистые, с рубцами в виде тёмных линий, оставшимися от опавших листьев. 
Мясистые листья мутовчато расположенные на верхней части побега, коротко заостренные, как и стебли на вид сизоватые, вытянутой линейно-ланцетной формы, длиной до 12 см и около 1,5 см шириной, на нижней стороне имеется выступающая центральная жилка. Листья опадают в период засухи. 
В конце лета одновременно с завязями цветков, или чуть позже, на концах побегов появляются новые листья. 
Цветки мелкие светло-жёлтого цвета образуют продолговатые корзинки (из 7—9 цветков), которые собраны в щитовидные соцветия. Плод — семянка, снабженная хохолком с несколькими рядками волосков. Цветёт с августа по ноябрь. 
Встречается на всех островах Канарского архипелага, зачастую в группе с суккулентными молочаями, обычно на высотах от 50 до 600 метров над уровнем моря, иногда поднимаясь до 1000 метров. 
|                       |  |  |
| Листья, цветки, плоды |  |  |

Синонимы
- Cacalia kleinia L.
- Cacalia terminalis Salisb.
- Senecio kleinia (L.) Less.